# Cadillac CT5

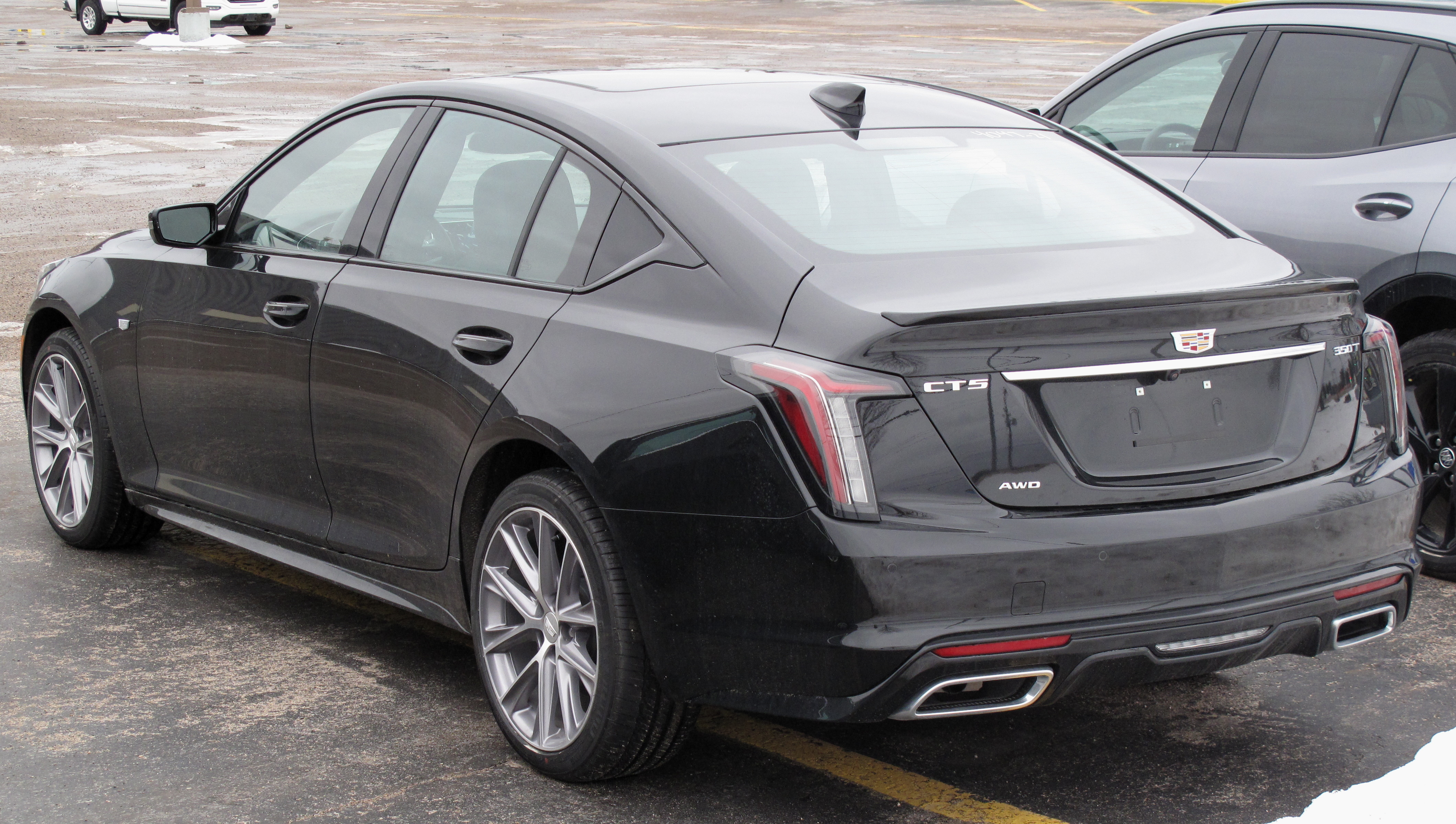
Heckansicht

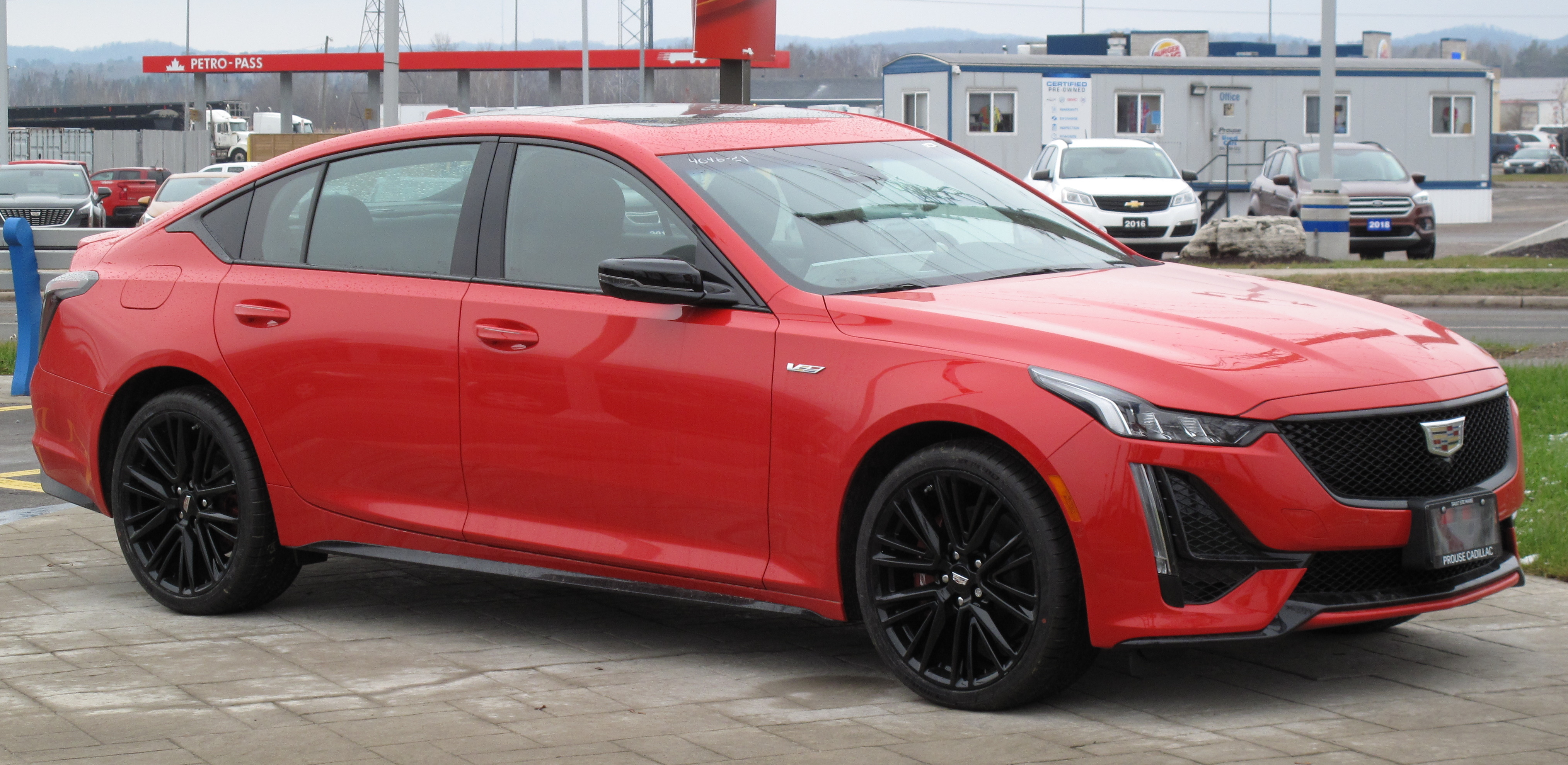
Cadillac CT5-V (2020–2023)

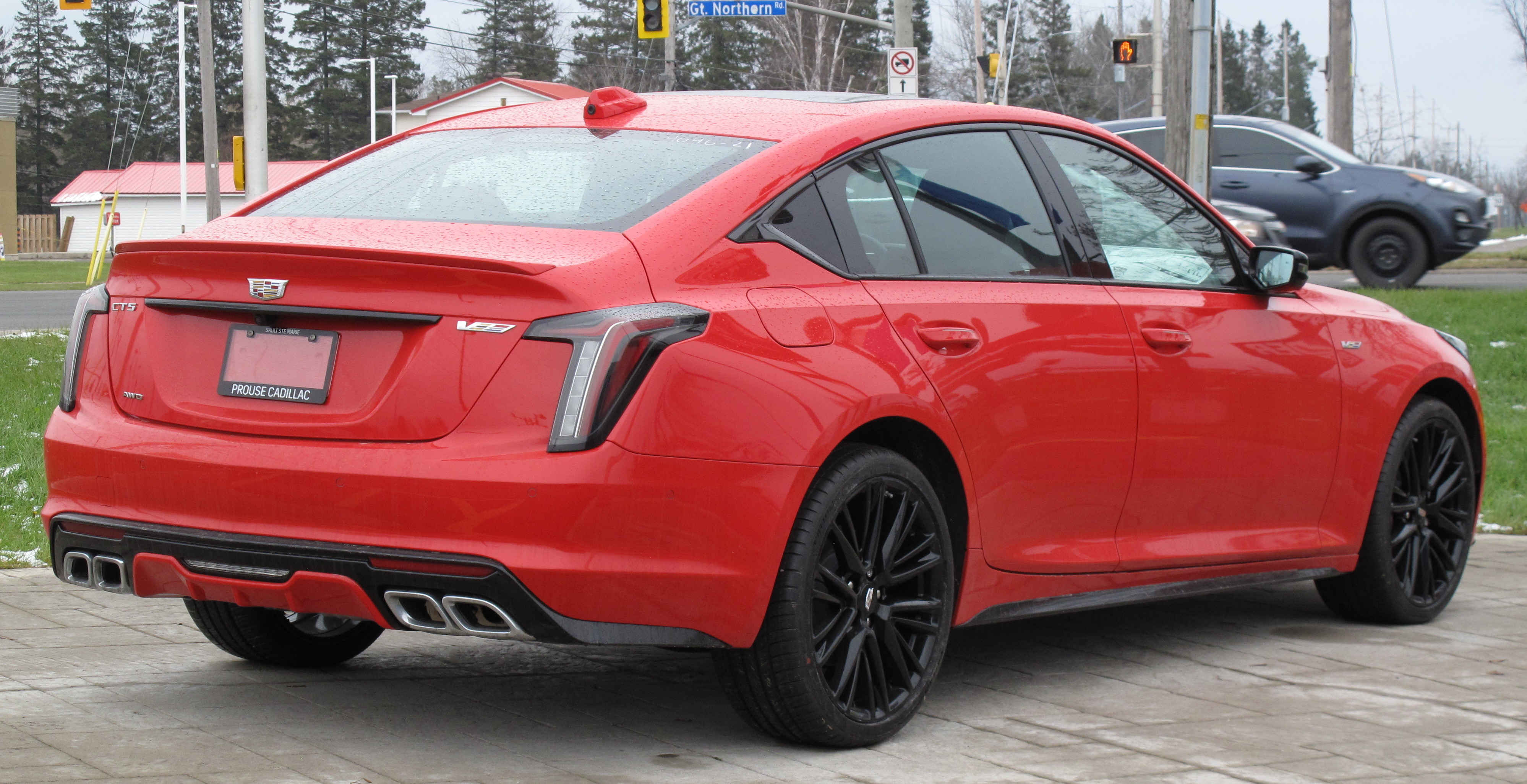
Heckansicht

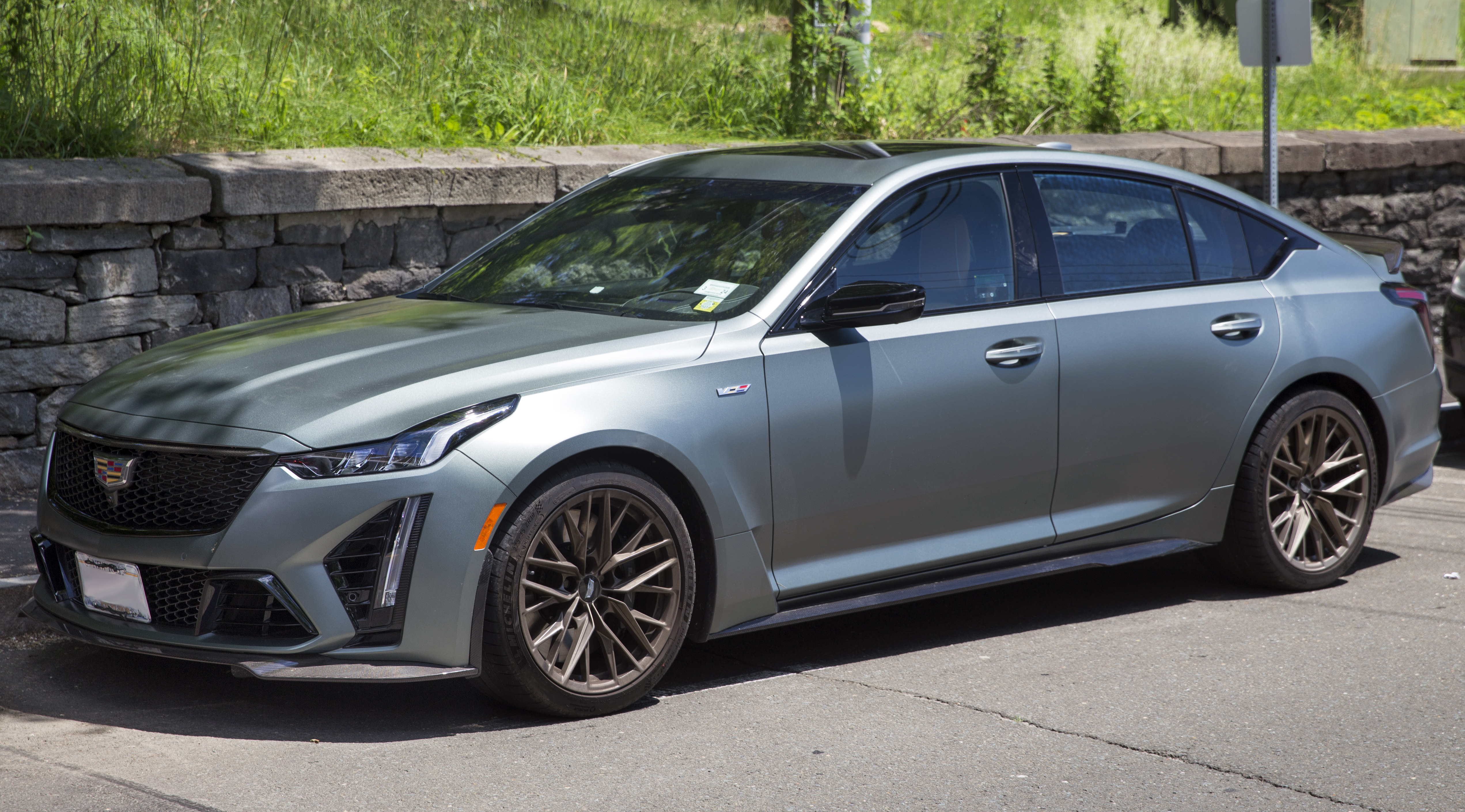
Cadillac CT5-V Blackwing (2021–2023)

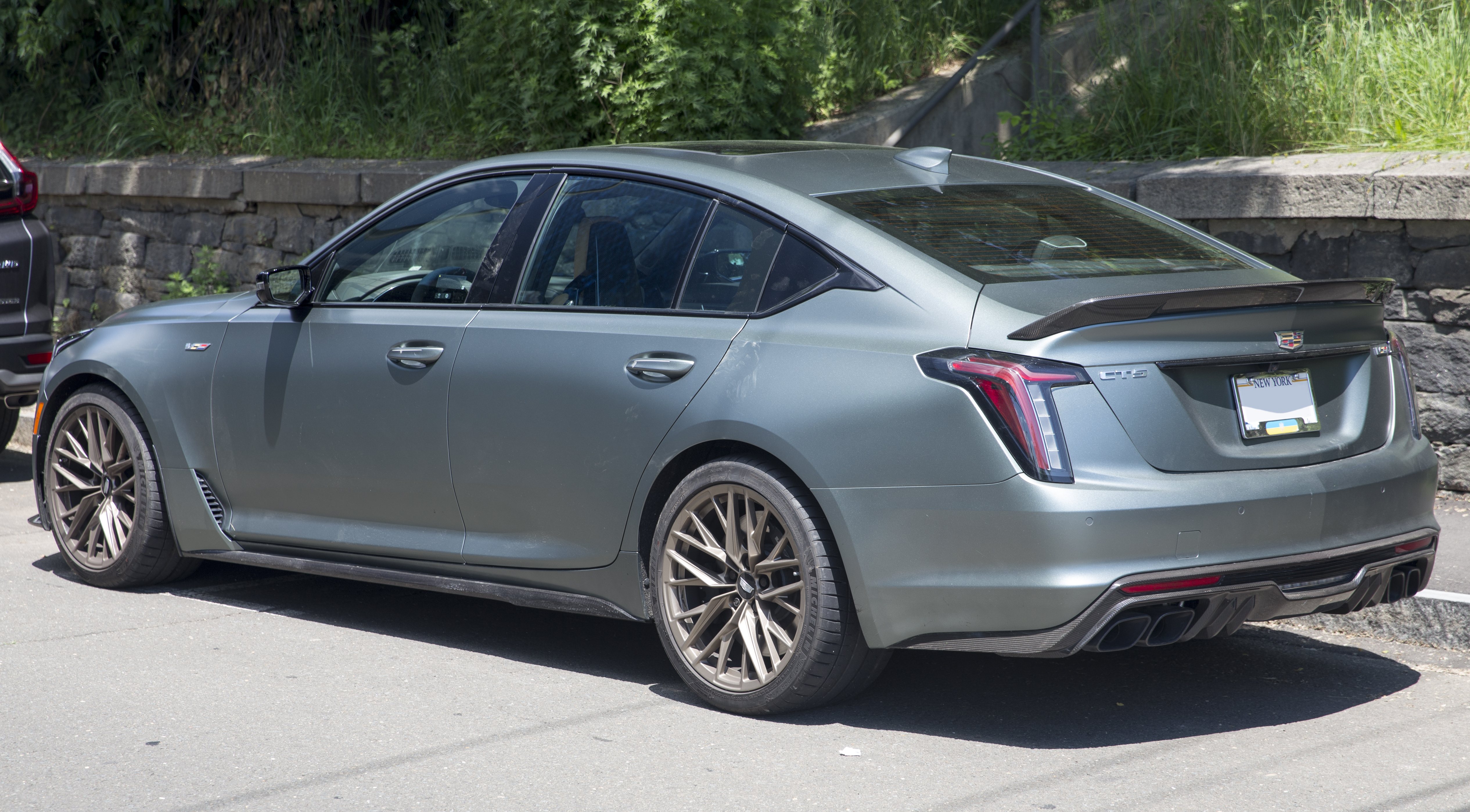
Heckansicht

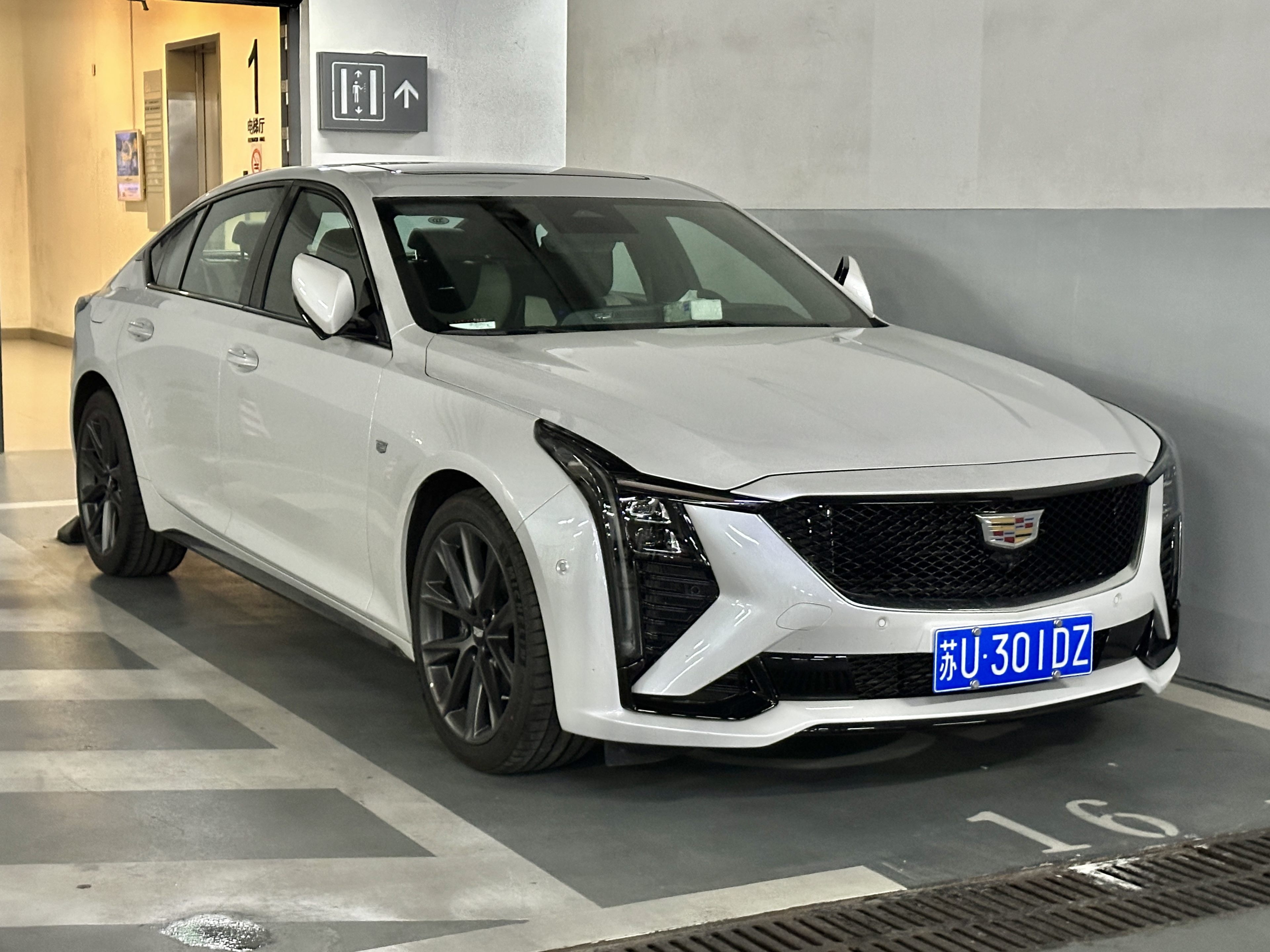
Cadillac CT5 (seit 2024)

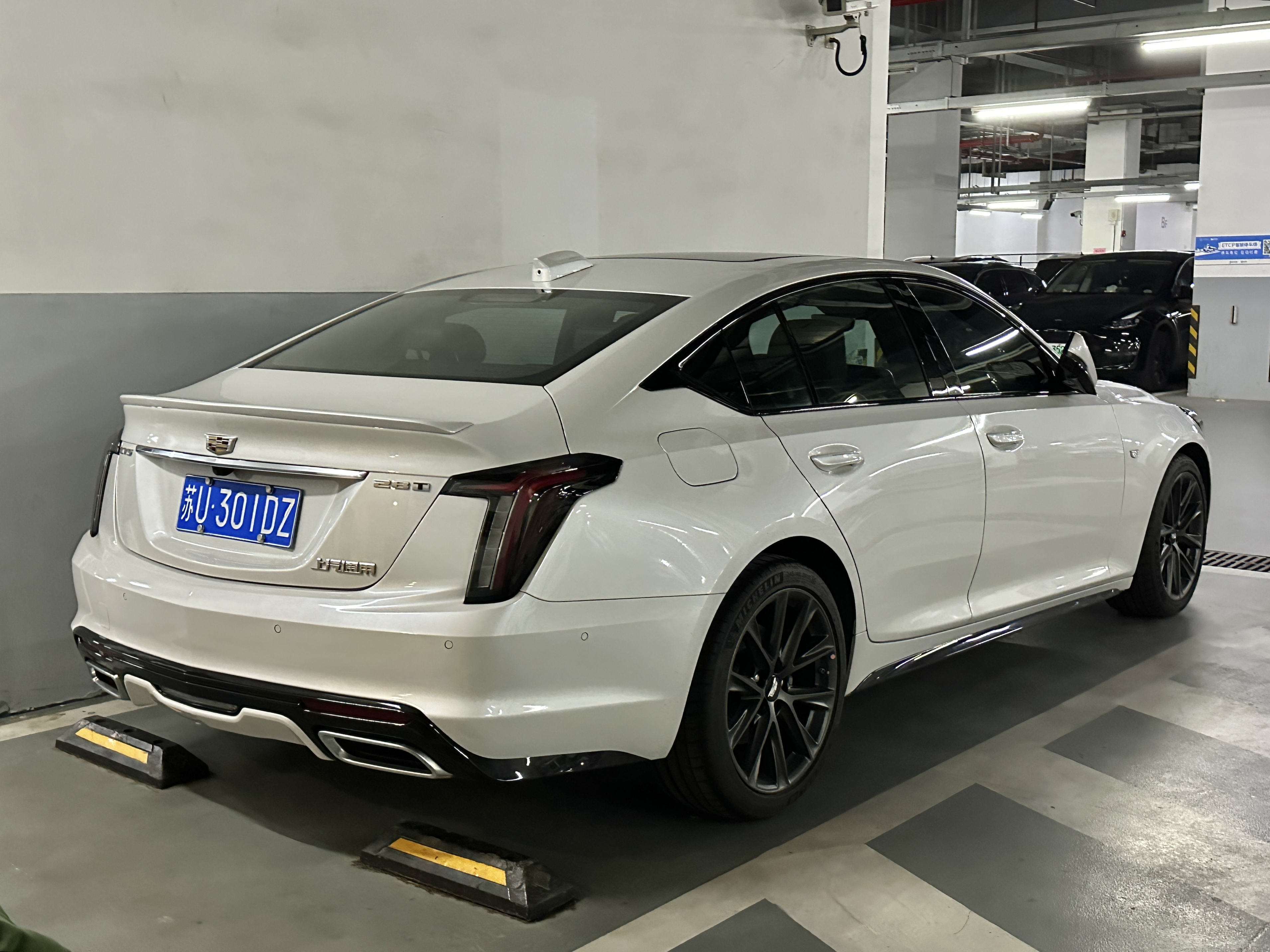
Heckansicht

Der Cadillac CT5 ist eine im Frühjahr 2019 vorgestellte Limousine der Automarke Cadillac aus dem General-Motors-Konzern. Das Fahrzeug ist der Nachfolger des Cadillac CTS. Es wird nicht in Europa angeboten.

## Modellgeschichte
Erstmals am 18. März 2019 wurde mit Fotos im Internet ein Ausblick auf den Cadillac CT5 gegeben. In der auf die darauffolgende Marketingkampagne („Sensory Symphony“) über Soziale Medien (z. B. auf Youtube), bis zur Vorstellung des Fahrzeugs, wurde mit ASMR-Elementen (Abkürzung für: Autonomous Sensory Meridian Response) gearbeitet. Auf der New York International Auto Show (NYIAS) desselben Jahres fand die erste formelle, öffentliche Vorstellung statt. Das Fahrzeug soll ab Herbst 2019 als Fahrzeug des Modelljahrs 2020 erhältlich sein. Es soll die Modelle Cadillac ATS und CTS ersetzen.
Ende Mai 2019 wurde in Detroit mit dem CT5-V eine sportlichere, leistungsstärkere Version der Limousine vorgestellt, die ab Anfang 2020 verkauft werden soll.
Für den chinesischen Markt wurde es im September 2019 auf der Chengdu Motor Show präsentiert und ist dort seit dem vierten Quartal 2019 erhältlich. Im selben Monat wurde es als Semifinalist des North American Car of the Year 2020 nominiert.
Mit dem CT5-V Blackwing präsentierte Cadillac Anfang Februar 2021 das Topmodell der Baureihe. Zum 20-jährigen Jubiläum von Cadillac-V-Modellen wurde im Mai 2023 das Sondermodell 20th Anniversary auf Basis des Blackwing vorgestellt. Ein weiteres Sondermodell ist der Le Monstre, der beim 24-Stunden-Rennen von Le Mans 2024 vorgestellt wurde. Es ist auf 101 Exemplare limitiert.
Eine überarbeitete Version der Baureihe debütierte im September 2023 auf der North American International Auto Show (NAIAS). Sie kam Anfang 2024 auf den Markt.

## Design
Dem Design des Fahrzeugs wird eine Ähnlichkeit mit dem des Cadillac Escalade und der Heckpartie der viertürigen Limousine eine Ähnlichkeit mit einem Fließheck zugestanden.
Die Scheinwerfer sind bogenförmig, wobei sich die Schenkel in Richtung Kühlergrill und äußeren Motorhaubenrand verlaufen. Sie haben daran integrierte Tagfahrleuchten, die bis in den Stoßfänger fortgesetzt wurden. Der Kühlergrill ist so breit wie der Raum zwischen den Scheinwerfern. Die Rückleuchten sind hauptsächlich vertikal ausgerichtet, am oberen Ende setzen sie einerseits die Schulterlinie der Seitenlinie fort und andererseits mit einer Gabelung in die Leiste oberhalb der Kennzeichenmulde. Auf derselben Fahrzeughöhe sind auch die Schriftzüge der Fahrzeugbezeichnung.
Der Schriftzug mit der 2019 eingeführten Nomenklatur für das gerundete maximale Drehmoment und die Aufladung des Motors ist auf der rechten Seite des Heckdeckels.
Hinter den Türen zu den Rücksitzen am Übergang zur Heckklappe wurde ein dunkelgefärbtes Dreieck positioniert. Die doppelbordigen Auspuffblenden sind trapezförmig und in die Stoßfänger eingepasst.
Die Außentürgriffe des Fahrzeugs sind Bügeltürgriffe. Beim CT5-V sind die Auspuffblenden doppelflutig und doppelbordig (insgesamt vier Endstücke).

## Produktion
Die Herstellung von Vorserienmodellen im GM-Werk Lansing Grand River Assembly in Lansing im US-Bundesstaat Michigan findet seit zumindest März 2019 statt. Dort soll das Fahrzeug auch in Großserie produziert werden. Mitte des Jahres 2018 verkündete GM eine Summe von 211 Millionen US-Dollar in das Werk und die darin befindliche Produktion investieren zu wollen. Für China wird das Fahrzeug vom Joint Venture SAIC General Motors im Cadillac-Werk in Jinqiao, Stadtbezirk Pudong, Shanghai produziert.

## Einordnung in Fahrzeugklassen
Während das Fahrzeug im amerikanischen Motorjournalismus (z. B. von Car and Driver) in einer Fahrzeugklasse (Mittelklasse) mit dem Audi A4 B9, der BMW 3er-Reihe und dem Mercedes-Benz C-Klasse gesehen wird, wird es von dem deutschsprachigen (z. B. von Auto Zeitung und Auto Motor und Sport) mit der darüber befindlichen oberen Mittelklasse mit der Mercedes-Benz E-Klasse und dem BMW 5er-Reihe verglichen.

### Preissetzung
In den USA beginnen die Listenpreise im Einführungsmodelljahr (2020) für das Hinterradantriebsmodell bei 37 890 US-$; das mit Allradantrieb ist ab 40 490 US-$ erhältlich. Beim Vorgängermodell Cadillac ATS im Modelljahr 2019 startete der Listenpreis bei 38 995 US-$. Der Cadillac CTS, der ebenfalls zu den Vorgängermodellen gezählt wird, hatte im Modelljahr 2019 einen Basispreis von 46 995 US-$.

## Technik
Die Alpha-II-Plattform von GM ist die Basis des Fahrzeugs. Der Chief Engineer für das Fahrzeug ist Mike Bride.

### Karosserie und Innenraumkonfiguration
Der CT5 ist 4924 mm lang, 1883 mm breit und 1452 mm hoch. Er hat fünf Sitze: zwei in der vorderen Reihe und drei in der hinteren Reihe. Das Gepäckraumvolumen beträgt 337 Liter. Der Tank fasst unabhängig von der Antriebsart 66 l. Das Grundmodell mit Hinterradantrieb hat eine Leermasse von 1660 kg

### Motoren
Mit der Markteinführung sollen zwei Ottomotoren angebotenen werden: ein Vierzylinder-Reihenmotor (Motorcode: LSY) mit einer höchsten Nutzleistung von 177 kW (241 PS) bei 5000 min−1 und ein Sechszylinder-V-Motor (Motorcode: LGY) mit einer höchsten Nutzleistung von 250 kW (340 PS) bei 5600 min−1. Der Vierzylindermotor hat einen Hubraum von 1998 cm³ (Bohrung 83 mm, Hub 92,3 mm) und ein maximales Drehmoment von 350 Nm bei 1500–4000 min−1; der Sechszylindermotor einen Hubraum von 2990 cm³ (Bohrung 86 mm, Hub 85,8 mm) und ein maximales Drehmoment von 542 Nm bei 2400–4400 min−1. Die Motoren sind vorn eingebaut. Während der 2,0-Liter-Motor mit einem Twin-Scroll-Turbolader aufgeladen ist, hat der 3,0-Liter-Motor eine Twin-Turbo-Aufladung. Die Zylinderblöcke und -köpfe sind aus Aluminium gegossen. Für das chinesische Modell mit dem 2,0-Liter-Motor wird eine Höchstgeschwindigkeit von 240 km/h und eine Beschleunigung von 0 auf 100 km/h von 7,3 Sekunden angegeben.  Die Motoren haben vier Ventile pro Zylinder, die von zwei obenliegenden Nockenwellen je Zylinderbank (DOHC-Ventilsteuerung) gesteuert werden. Zur Steuerzeitenverstellung wird eine stufenlose, variable Nockenwellenverstellung mit Phasenverstellung verwendet. Die Gemischaufbereitung geschieht durch Benzindirekteinspritzung. Beide Motoren haben das von GM als „Active Fuel Management“ genannte System zur Zylinderabschaltung Mittels Start-Stopp-System kann der Motor bei verkehrsbedingten Standzeiten automatisch abgestellt werden. Der CT5-V wird ebenfalls von einem 3,0-Liter-V6-Ottomotor angetrieben. Dessen maximale Leistung beträgt 265 kW (360 PS) bei 5600 min−1, das maximale Drehmoment, die Art der Gemischaufbereitung und der Motoraufladung gleichen dem leistungsschwächeren 3,0-Liter-Motor.
Das Topmodell CT5-V Blackwing hat einen 6,2-Liter-V8-Ottomotor mit einer maximalen Leistung von 498 kW (677 PS). Er kommt auch in der Corvette zum Einsatz. Die Höchstgeschwindigkeit gibt Cadillac mit 322 km/h an, auf 100 km/h soll er in 3,7 Sekunden beschleunigen können.
Auf dem chinesischen Markt kommt 2022 noch ein aufgeladener 1,5-Liter-Ottomotor mit maximal 150 kW (204 PS) in den Handel.

### Antrieb
Zur Leistungsübertragung hat der Motor des Cadillac CT5 ein Zehnstufen-Wandlerautomatikgetriebe.  Alle Modelle sind mit Hinterradantrieb und Allradantrieb erhältlich. Die Übersetzung des Achsantriebs ist 2,85 : 1. Die Spreizung des Getriebes, die der Quotienten aus der Übersetzung im höchsten und niedrigsten Gang ist, hat einen Wert von 7,3. Im CT5-V, der zusätzlich ein elektronisch geregeltes Sperrdifferential (Limited-slip differential) an der Hinterachse hat, ist das Automatikgetriebe vom Typ „GM Hydramatic 10L80“ und in Zusammenarbeit mit Ford entwickelt worden.

### Fahrwerk
Vorn hat der Cadillac CT5 MacPherson-Federbeine, deren Querlenker mit zwei Kugelgelenken gelagert sind, und Zweirohr-Stoßdämpfer. Hinten ist es eine Fünflenker-Einzelradaufhängung. An beiden Achsen hat der Wagen Stabilisatoren zur Minderung der Wankneigung. Die Lenkung hat eine elektrische Servounterstützung mit aktiver Lenkungsrückstellung in die Mittellage und variabler Übersetzung. Der CT5-V hat zusätzlich ein adaptives Fahrwerk mit magnetorheologischen Stoßdämpfern (Bezeichnung durch Cadillac: Magnetic Ride Control 4.0) das eigens für das Fahrzeug abgestimmt wurde.

### Bremsanlage und Räder
Serienmäßig hat das Fahrzeug Scheibenbremsen an allen vier Rädern eingebaut. Das Bremssystem ist servounterstützt. Die Bremsscheiben sind mit dem Durchmesser 321 mm bzw. einer Dicke von 28 mm an der Vorderachse und 315 mm Durchmesser bei einer Dicke von 23 mm an der Hinterachse ausgeführt. Es sollen wahlweise auch vordere Bremsen mit einem Durchmesser von 345 mm und 30 mm Dicke erhältlich werden. Beim CT5-V sind die größeren Bremsen serienmäßig, werden von Brembo zugeliefert und haben Vierkolben-Festsättel.  Die Parkbremse hat eine elektronische Ansteuerung.
Die serienmäßigen Leichtmetallräder haben einen Felgendurchmesser von 18 Zoll oder 19 Zoll (bei „Sport“ und CT5-V). Gegen Aufpreis sind die 19-Zoll-Räder auch für die Ausstattungslinie „Premium Luxury“ erhältlich. Die auf den Rädern montierten Reifen haben die Dimensionen 245/45 R18 bzw. 245/40 R19. Die zur Wahl stehenden Reifentypen sind entweder „Self-sealant“- („selbstheilend“, z. B. mit gelartiger Polymerschicht) oder Runflat-Alljahresreifen.

## Ausstattung
Cadillac bietet den CT5 in drei Ausstattungsvarianten an: „Luxury“, „Premium Luxury“ und „Sport“. Zusätzlich gibt es ein Platinum-Paket für „Premium Luxury“ und „Sport“. Später kommt noch das Untermodell CT5-V hinzu.

### Außenausstattung
Der Kühlergrill der Ausstattungsvariante „Sport“ unterscheidet sich von dem der anderen. Zusätzlich hat die Ausstattungsvariante dunklere Anbauteile. Ähnliches gilt für den CT5-V.

### Innenausstattung
Alle CT5 haben ein Multifunktionslenkrad. Im Kombiinstrument werden unter anderem die Motordrehzahl und die Geschwindigkeit analog durch Zeigerinstrumente, mit aus einem Festkörper gefertigten Zeigern, dargestellt. Der Getriebewählhebel ist in Joystickform und elektrisch mit diesem verbunden (Shift-by-wire). Das Kombiinstrument des Cadillac CT5-V ist zu den anderen Modellen abweichend gestaltet.

### Infotainmentausstattung
In der Mitte des Armaturenbretts ist ein horizontaler Touchscreen-Bildschirm mit 10 Zoll Diagonale zur Steuerung des Infotainmentsystems integriert, das auch mit einem Dreh-Drück-Steller bedient werden kann. Smartphoneintegration ist mit Android Auto oder Apple CarPlay möglich. Die digitale Anzeige im Kombiinstrument hat eine Diagonale von standardmäßig 4,2 Zoll und kann gegen Aufpreis auch 8 Zoll betragen. Die Lautstärke des Radios kann wieder, im Gegensatz zur in den Vorgängermodellen verwendeten Cadillac-CUE-Bedienlogik, die berührungsempfindliche Sensorflächen nutzte, über zwei echte Drehregler eingestellt werden. Im Armaturenbrett gibt es im Cadillac CT5 zwei USB-Anschlüsse, einen SD-Karteneinschub, einen Mobiltelefonhalter, ein System zum Laden elektronischer Geräte über Induktion. Für die Rückbank gibt es einen weiteren USB-Anschluss und eine Steckdose. Die Innenausstattung und das Infotainmentsystem entstanden unter Crystal Windham, die die Abteilung für das Innenraumdesign der Marke leitet.

### Sicherheitsausstattung

#### Aktive Sicherheit
In allen Ausstattungen serienmäßig sind ABS, ESP, elektronische Bremskraftverteilung, LED-Scheinwerfer und die seit Mai 2018 in den USA vorgeschriebene Rückfahrkamera. Teurere Ausstattungsvarianten haben teils zusätzlich einen Spurhalteassistenten, einen Spurwechselassistenten, eine Spurverlassenswarnung, einen Abstandsregeltempomat, ein Umfeldbeobachtungssystem für das Geschehen vor dem Fahrzeug und ein Rundumsichtsystem mit Kameras. Das schon im Cadillac CT6 erhältliche Fahrerassistenzsystem „Super Cruise“ für das teilautonome Fahren soll ab dem Kalenderjahr 2020 für das Fahrzeug angeboten werden.

## Technische Daten
Quelle:

### Motor
| Modell          | Motorart  | Motorcode | Hubraum  | Motorbauart | max. Leistung                  | max. Drehmoment            | Bauzeit                               |
| --------------- | --------- | --------- | -------- | ----------- | ------------------------------ | -------------------------- | ------------------------------------- |
| 1.5T            | Ottomotor |           | 1498 cm³ | R4          | 150 kW (204 PS)                |                            | nur China: ab 2022                    |
| 2.0T            | Ottomotor | LSY       | 1998 cm³ | R4          | 174 kW (237 PS) bei 5000 min−1 | 350 Nm bei 1500–4000 min−1 | nur China: seit 07/2020               |
| 2.0T            | Ottomotor | LSY       | 1998 cm³ | R4          | 177 kW (241 PS) bei 5000 min−1 | 350 Nm bei 1500–4000 min−1 | seit Herbst 2019 (China: bis 07/2020) |
| 3.0TT           | Ottomotor | LGY       | 2990 cm³ | V6          | 250 kW (340 PS) bei 5600 min−1 | 542 Nm bei 2400–4400 min−1 | seit Herbst 2019                      |
| CT5-V           | Ottomotor | LGY       | 2990 cm³ | V6          | 265 kW (360 PS) bei 5600 min−1 | 542 Nm bei 2400–4400 min−1 | seit Anfang 2020                      |
| CT5-V Blackwing | Ottomotor | LT4       | 6162 cm³ | V8          | 498 kW (677 PS) bei 5600 min−1 | 893 Nm                     | seit Sommer 2021                      |

| Modell          | Motorart  | Leistung | Bauzeit          | Bohrung × Hub   | Verdichtungsverhältnis | Motoraufladung         | Gemischaufbereitung      | Lastpunktverschiebung |
| --------------- | --------- | -------- | ---------------- | --------------- | ---------------------- | ---------------------- | ------------------------ | --------------------- |
| 1.5T            | Ottomotor | 150 kW   | ab 2022          |                 |                        |                        | Benzindirekteinspritzung |                       |
| 2.0T            | Ottomotor | 174 kW   | ab Herbst 2019   | 83 mm × 92,3 mm | 10,0 : 1               | Twin-Scroll-Turbolader | Benzindirekteinspritzung | Zylinderabschaltung   |
| 2.0T            | Ottomotor | 177 kW   | ab Herbst 2019   | 83 mm × 92,3 mm | 10,0 : 1               | Twin-Scroll-Turbolader | Benzindirekteinspritzung | Zylinderabschaltung   |
| 3.0TT           | Ottomotor | 250 kW   | ab Herbst 2019   | 86 mm × 85,8 mm | 09,8 : 1               | Twinturbo-Aufladung    | Benzindirekteinspritzung | Zylinderabschaltung   |
| CT5-V           | Ottomotor | 265 kW   | ab Anfang 2020   | k. A.           | k. A.                  | Twinturbo-Aufladung    | Benzindirekteinspritzung | Zylinderabschaltung   |
| CT5-V Blackwing | Ottomotor | 498 kW   | seit Sommer 2021 | k. A.           | k. A.                  | k. A.                  | k. A.                    | k. A.                 |

| Modell          | Motorart  | Leistung | Bauzeit          | Ventilsteuerung | Ventile pro Zylinder | Ventilbetätigung | Nockenwellenverstellung |
| --------------- | --------- | -------- | ---------------- | --------------- | -------------------- | ---------------- | ----------------------- |
| 1.5T            | Ottomotor | 150 kW   | ab 2022          | k. A.           | k. A.                | k. A.            | k. A.                   |
| 2.0T            | Ottomotor | 174 kW   | ab Herbst 2019   | DOHC            | 4                    | k. A.            | Phasenverstellung       |
| 2.0T            | Ottomotor | 177 kW   | ab Herbst 2019   | DOHC            | 4                    | k. A.            | Phasenverstellung       |
| 3.0TT           | Ottomotor | 250 kW   | ab Herbst 2019   | DOHC            | 4                    | k. A.            | Phasenverstellung       |
| CT5-V           | Ottomotor | 265 kW   | ab Anfang 2020   | DOHC            | 4                    | k. A.            | Phasenverstellung       |
| CT5-V Blackwing | Ottomotor | 498 kW   | seit Sommer 2021 | k. A.           | k. A.                | k. A.            | k. A.                   |

### Messwerte
| Modell          | Motorart  | Leistung | Bauzeit             | Antriebsart      | Kraftstoffverbrauch, kombiniert | Abgasnachbehandlung | Abgasnorm | Höchstgeschwindigkeit | Beschleunigung, 0–100 km/h |
| --------------- | --------- | -------- | ------------------- | ---------------- | ------------------------------- | ------------------- | --------- | --------------------- | -------------------------- |
| 1.5T            | Ottomotor | 150 kW   | ab 2022             | Hinterradantrieb | k. A.                           | Katalysator         | China VI  | 225 km/h              | k. A.                      |
| 28T (1)         | Ottomotor | 174 kW   | ab 07/2020          | Hinterradantrieb | 6,9–7,2 l/100 km                | Katalysator         | China VI  | 240 km/h              | 7,3 s                      |
| 28T (1)         | Ottomotor | 177 kW   | Herbst 2019–07/2020 | Hinterradantrieb | 6,9–7,2 l/100 km                | Katalysator         | China VI  | 240 km/h              | 7,3 s                      |
| 2.0T (2)        | Ottomotor | 177 kW   | ab Herbst 2020      | Hinterradantrieb | 9,0 l/100 km                    | Katalysator         | k. A.     | k. A.                 | k. A.                      |
| 2.0T (2)        | Ottomotor | 177 kW   | ab Herbst 2020      | Allradantrieb    | 9,4 l/100 km                    | Katalysator         | k. A.     | k. A.                 | k. A.                      |
| 3.0TT           | Ottomotor | 250 kW   | ab Herbst 2020      | Hinterradantrieb | k. A.                           | Katalysator         | k. A.     | k. A.                 | k. A.                      |
| 3.0TT           | Ottomotor | 250 kW   | Allradantrieb       |                  | k. A.                           | Katalysator         | k. A.     | k. A.                 | k. A.                      |
| CT5-V           | Ottomotor | 265 kW   | ab Anfang 2020      | Hinterradantrieb | k. A.                           | Katalysator         | k. A.     | k. A.                 | k. A.                      |
| CT5-V           | Ottomotor | 265 kW   | ab Anfang 2020      | Allradantrieb    | k. A.                           | Katalysator         | k. A.     | k. A.                 | k. A.                      |
| CT5-V Blackwing | Ottomotor | 498 kW   | seit Sommer 2021    | Hinterradantrieb | k. A.                           | Katalysator         | k. A.     | 322 km/h              | 3,7 s                      |

### Antriebsstrang
| Modell          | Motorart  | Leistung | Bauzeit          | Antriebsart, Serie | Antriebsart, Option | Getriebe, Serie             | Getriebe, Option            |
| --------------- | --------- | -------- | ---------------- | ------------------ | ------------------- | --------------------------- | --------------------------- |
| 1.5T            | Ottomotor | 150 kW   | ab 2022          | Hinterradantrieb   | –                   |                             |                             |
| 2.0T            | Ottomotor | 174 kW   | ab Herbst 2019   | Hinterradantrieb   | Allradantrieb       | 10-Stufen-Automatikgetriebe | –                           |
| 2.0T            | Ottomotor | 177 kW   | ab Herbst 2019   | Hinterradantrieb   | Allradantrieb       | 10-Stufen-Automatikgetriebe | –                           |
| 3.0TT           | Ottomotor | 250 kW   | ab Herbst 2019   | Hinterradantrieb   | Allradantrieb       | 10-Stufen-Automatikgetriebe | –                           |
| CT5-V           | Ottomotor | 265 kW   | ab Anfang 2020   | Hinterradantrieb   | Allradantrieb       | 10-Stufen-Automatikgetriebe | –                           |
| CT5-V Blackwing | Ottomotor | 498 kW   | seit Sommer 2021 | Hinterradantrieb   | –                   | 6-Gang-Schaltgetriebe       | 10-Stufen-Automatikgetriebe |

#### Getriebeübersetzungen
Quelle:
| Stufe     | Übersetzung |
| --------- | ----------- |
| 01. Stufe | 4,70        |
| 02. Stufe | 2,99        |
| 03. Stufe | 2,15        |
| 04. Stufe | 1,80        |
| 05. Stufe | 1,52        |
| 06. Stufe | 1,28        |
| 07. Stufe | 1,00        |
| 08. Stufe | 0,85        |
| 09. Stufe | 0,69        |
| 10. Stufe | 0,64        |
| Rückwärts | 4,87        |
| Achse     | 2,85        |

### Karosserie
| Modell          | Motorart  | Leistung | Bauzeit          | Länge × Breite × Höhe       | Radstand | Spur vorne | Spur hinten | Leergewicht | Tankinhalt |
| --------------- | --------- | -------- | ---------------- | --------------------------- | -------- | ---------- | ----------- | ----------- | ---------- |
| 1.5T            | Ottomotor | 150 kW   | ab 2022          | 4924 mm × 1883 mm × 1452 mm | 2947 mm  | 1596 mm    | 1634 mm     | 1620 kg     | k. A.      |
| 2.0T            | Ottomotor | 174 kW   | ab Herbst 2019   | 4924 mm × 1883 mm × 1452 mm | 2947 mm  | 1594 mm    | 1624 mm     | 1660 kg (1) | 66 l       |
| 2.0T            | Ottomotor | 177 kW   | ab Herbst 2019   | 4924 mm × 1883 mm × 1452 mm | 2947 mm  | 1594 mm    | 1624 mm     | 1660 kg (1) | 66 l       |
| 3.0TT           | Ottomotor | 250 kW   | ab Herbst 2019   | 4924 mm × 1883 mm × 1452 mm | 2947 mm  | 1594 mm    | 1624 mm     | k. A.       | 66 l       |
| CT5-V           | Ottomotor | 265 kW   | ab Anfang 2020   | 4924 mm × 1883 mm × 1452 mm | 2947 mm  | 1594 mm    | 1624 mm     | 1803 kg     | k. A.      |
| CT5-V Blackwing | Ottomotor | 498 kW   | seit Sommer 2021 | 4950 mm × 1883 mm × 1438 mm | 2947 mm  | k. A.      | k. A.       | 1870 kg     | k. A.      |

### Fahrwerk
| Modell          | Motorart  | Leistung | Bauzeit          | Vorderradaufhängung              | Hinterradaufhängung | Bremsenbauart rundum | Bremsscheibendurchmesser vorn, Serie | …, Option | Bremsscheibendurchmesser hinten |
| --------------- | --------- | -------- | ---------------- | -------------------------------- | ------------------- | -------------------- | ------------------------------------ | --------- | ------------------------------- |
| 1.5T            | Ottomotor | 150 kW   | ab 2022          | MacPherson-Federbein, Querlenker | Fünflenkerachse     |                      |                                      |           |                                 |
| 2.0T            | Ottomotor | 174 kW   | ab Herbst 2019   | MacPherson-Federbein, Querlenker | Fünflenkerachse     | Scheibenbremsen      | 321 mm                               | 345 mm    | 315 mm                          |
| 2.0T            | Ottomotor | 177 kW   | ab Herbst 2019   | MacPherson-Federbein, Querlenker | Fünflenkerachse     | Scheibenbremsen      | 321 mm                               | 345 mm    | 315 mm                          |
| 3.0TT           | Ottomotor | 250 kW   | ab Herbst 2019   | MacPherson-Federbein, Querlenker | Fünflenkerachse     | Scheibenbremsen      | 321 mm                               | 345 mm    | 315 mm                          |
| CT5-V           | Ottomotor | 265 kW   | ab Anfang 2020   | MacPherson-Federbein, Querlenker | Fünflenkerachse     | Scheibenbremsen      | 345 mm                               | –         | 315 mm                          |
| CT5-V Blackwing | Ottomotor | 498 kW   | seit Sommer 2021 | k. A.                            | k. A.               | k. A.                | k. A.                                | k. A.     | k. A.                           |

| Modell          | Motorart  | Leistung | Bauzeit          | Werkstoff Räder | Felgendurchmesser, Räder, Serie | …, Option | Reifen, Serie               | …, Option  |
| --------------- | --------- | -------- | ---------------- | --------------- | ------------------------------- | --------- | --------------------------- | ---------- |
| 1.5T            | Ottomotor | 150 kW   | ab 2022          | Aluminium       |                                 |           |                             |            |
| 2.0T            | Ottomotor | 177 kW   | ab Herbst 2019   | Aluminium       | 18″                             | 19″       | 245/45 R18                  | 245/40 R19 |
| 2.0T            | Ottomotor | 177 kW   | ab Herbst 2019   | Aluminium       | 18″                             | 19″       | 245/45 R18                  | 245/40 R19 |
| 3.0TT           | Ottomotor | 250 kW   | ab Herbst 2019   | Aluminium       | 18″                             | 19″       | 245/45 R18                  | 245/40 R19 |
| CT5-V           | Ottomotor | 265 kW   | ab Anfang 2020   | Aluminium       | 19″                             | –         | 245/40 R19                  | –          |
| CT5-V Blackwing | Ottomotor | 498 kW   | seit Sommer 2021 | Aluminium       | 19″                             | –         | v: 275/35 R19 h: 305/30 R19 | –          |